# Monica Silverstrand

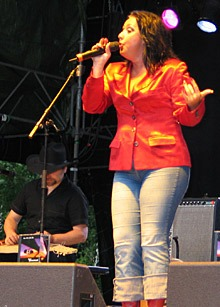
Monica Silverstrand beim Lida Country Festival 2004

Monica Silverstrand (* 4. Januar 1960) ist eine schwedische Sängerin der Richtungen Country-Musik und Dansband.
Zu Beginn ihrer Karriere sang Monica Silverstrand in der Dansband Wizex, im Melodifestivalen 1980 trat sie, unter dem Namen Barwén, mit der Gruppe Chips (Band) an. Sie trat ebenfalls bei den Melodifestivalen 1993 und 1995 auf und spielte in den Musicals Fame und Kristina från Duvemåla mit. Im Juni 2003 veröffentlichte sie ihre erste Solo-LP, die Country mit Rockeinflüssen enthält, ihr zweites Album Been There, Done That erschien Juni 2005.
Monica Silversted trat zur Unterstützung im Kosovo auf, und sie spielte 1996 an der Oper Säffle die Hauptrolle im Musical Guldhatten von Thore Skogman. 2005 spielte sie im Musical Sol, Vind & Vatten im Chinateatern in Stockholm mit.

## Auftritte beim Melodifestivalen
Mit der Gruppe Chips
- Vågornas sång (5. Platz im Melodifestivalen 1993)
- Himmel på vår jord zusammen mit Tina Leijonberg (Melodifestivalen 1995)